# Karacaören, Şuhut
Karacaören là một thị trấn thuộc huyện Şuhut, tỉnh Afyonkarahisar, Thổ Nhĩ Kỳ. Dân số thời điểm năm 2011 là 829 người.